# دلفین‌های گوژپشت
دلفین‌های گوژپشت اعضای سرده گوژدلفین‌ها از دلفین‌های اقیانوسی هستند. مشخصه اصلی این دلفین‌ها خمیدگی‌ای آشکار و باله پشتی در امتداد خمیدگی‌شان است. آن‌ها در آب‌های نزدیک به کرانه در غرب آفریقا (گونه اطلسی) و در مناطق کرانه‌ای اقیانوس هند از آفریقای جنوبی تا استرالیا (گونه‌های هند-آرام) یافت می‌شوند.

## رده‌بندی
رده‌بندی دلفین‌های گوژپشت پیچیده و مورد بحث است. تاکنون تعداد پنج گونه از این دلفین پیشنهاد شده اند:
- دلفین سفید چینی یا دلفین گوژپشت آرام یا دلفین گوژپشت هند-آرام، S. chinensis
- دلفین گوژپشت هندی، S. plumbea
- دلفین گوژپشت اطلس، S. teuszi
- S. lentiginosa
- S. borneensis

تا میانه دهه ۲۰۰۰ میلادی، بیشتر پژوهشگران تنها دو گونه را قبول داشتند. با این حال دیل رایس در کتاب پراستناد خود سه گونه را شناسایی کرد و دلفین گوژپشت هند-آرام را به دو گونه هند و آرام جدا کرد. خط جغرافیایی جداکننده دو گونه نامبرده به نظر جزیره سوماترا در اندونزی می‌آید؛ با این حال آمیزش میان‌گونه‌ای بعید نیست.
دلفین‌های گوژپشتی که در آب‌های چین زندگی می‌کنند با نام دلفین سفید چینی خوانده می‌شوند.

## توصیف ظاهری
دلفین گوژپشت در مناطق کرانه‌ای آفریقا و هند تا استرالیا زندگی می‌کند که مناطق زندگی بسته به گونه آن فرق می‌کند. این دلفین برآمدگی‌ای در جلوی باله پشتی دارد، همچنین کج‌شدگی‌ای در سوی شکم. باله پشتی تا حدی هلال‌گونه است. باله‌های کناری به گونه قابل ملاحظه‌ای کوچک اند و بخش جداکننده دو باله‌ی دم مشخص و آشکار است. در هر فک آرواره ۳۰ تا ۳۴ دندان مخروطی‌شکل وجود دارد. رنگ بدن بچه‌های تازه به دنیا آمده شیری و سفید تیره است، همانند رنگ نهنگ سفید بالغ. دلفین‌های بالغ اما دارای رنگی سفید متمایل به تیره از دم تا پوزه، پهلوهایی خاکستری تیره و شکم به رنگ خاکستری روشن سایه‌ای هستند. طول دلفین‌های گوژپشت بالغ میان ۱٫۸۲ تا ۲٫۴۳ متر و وزنشان میان ۱۰۰ تا ۱۳۹ کیلوگرم است.

## تغذیه
غذای اصلی دلفین گوژپشت را ماهی کفال تشکیل می‌دهد. با این حال به دلیل آنکه خود این دلفین زیاد شناخته شده نیست، عادت‌های غذایی آن نیز مورد بررسی آنچنانی قرار نگرفته است.

## یادداشت
1. ↑  Odontoceti
2. ↑  Delphinidae
3. ↑   Sousa